# Benjamin William Brice
Pour les articles homonymes, voir Brice.
Benjamin William Brice (30 novembre 1809 - 4 décembre 1892) est un avocat et un soldat qui a servi dans l'armée des États-Unis au cours de la guerre de Black Hawk et de la guerre américano-mexicaine. Plus tard, employé en tant que commissaire général de l'armée de l'Union pendant la guerre de Sécession et lors de l'après-guerre, Brice prend sa retraite en 1872, breveté major-général.

## Avant la guerre
Brice naît dans ce qui est maintenant le comté de Harrison, en Virginie-Occidentale. En 1825, il entre à l'académie militaire de West Point, New York, en 1825. Ses camarades de classe comprennent les futurs généraux de la guerre de Sécession Robert Anderson, Daniel S. Donelson, Benjamin Huger, William R. Montgomery, et Charles F. Smith. Il est diplômé presque à la dernière place de sa promotion, se classant quarantième sur quarante-six cadets,. Après l'obtention du diplôme, il est nommé second lieutenant et sert dans le 3rd U.S. Infantry Regiment sur la frontière à Jefferson Barracks, dans le Missouri. Il sert au cours de la guerre de Black Hawk contre les indiens Sac en 1831.
Brice quitte l'armée en 1832 et s'installe en Ohio. Il réussit l'examen du barreau, commence à pratiquer le droit, et en 1846, est élu juge assesseur de la cour du comté de Licking, Ohio. Plus tard, en 1846, Il est nommé adjudant général de la milice de l'État par le gouverneur William Bebb et sert jusqu'en 1847, lorsqu'il démissionne pour ré-entrer dans l'armée pour servir lors de la guerre du Mexique. Brice devient trésorier de l'armée des États-Unis sous la présidence de James K. Polk avec le grade de commandant et sert du 3 mars 1847 au 4 mars 1849. Il est en service à Camargo en 1847, Monterrey, Saltillo, et Brazos Island en 1848, et est en garnison à Fort Brown, au Texas, de 1848 à 1849.
Après la guerre avec le Mexique, le commandement de Brice est dissous. Il est re-nommé commandant en 1852, et sert dans le département de la paye à fort Fillmore, Nouveau-Mexique de 1852 à 1854 ; à la Nouvelle-Orléans, en Louisiane, de 1854 à 1856 ; il est trésorier du district du Sud du Nouveau-Mexique, dont le quartier général est à fort Bliss, au Texas, de 1856 à 1859 ; ainsi que en service spécial en Floride, en 1859. Il est trésorier du département de l'Ouest, sous les ordres du général David Hunter à fort Leavenworth, dans le Missouri, en 1859, et y sert jusqu'au début de la guerre de Sécession.

## Guerre de Sécession
Lors du déclenchement de la rébellion, il devient commissaire général du district du Kansas et des Territoires. En 1862, il devient chef de la paye du district embrassant le New Jersey, la Pennsylvanie, le Maryland et le Delaware, dont le quartier général est à Baltimore, dans le Maryland, et sert jusqu'en 1864. Le 22 mars 1862, il est promu brigradier général, mais la promotion est ajournée par le Congrès le 16 juillet 1862, et Brice revient dans l'armée régulière avec le grade de commandant. Le 29 novembre 1864, il est appelé à Washington pour prendre le commandement du département de la paye.
Selon tous les rapports et les journaux, le département de la paye est d'une inefficacité flagrante au début de la guerre en 1861. Le colonel Benjamin F. Larned est trésorier au début de la guerre et sert depuis juillet 1854. Il meurt le 6 septembre 1862, et est remplacé par le colonel Timothy P. Andrews, qui sert jusqu'au 29 novembre 1864. Après la mort du colonel Larned, il y a beaucoup de pression pour une enquête complète des problèmes du département de la paye.
En 1863, le département de la guerre commence finalement à vérifier la pertinence des sous-payeurs avec un examen physique et des tests pour évaluer l'aptitude mentale et morale. La plupart des payeurs sur le terrain sont des nominations politiques et ceux qui recherchent un travail plus sûr, loin des lignes du front. Lorsque Brice prend en charge, en 1864, le règlement est enfin mis à jour, et comprend officiellement l'examen des candidats. Cela prend la forme de l'écriture d'une lettre d'affaires, de la résolution de problèmes mathématiques, et la connaissance de la comptabilité et des systèmes de rémunération.
Les statistiques du département de la paye montrent qu'il débourse 1 100 000 000 $, avec des écarts de moins de un dixième de un pour cent. Les frais généraux pour payer les troupes, y compris les dépenses, défalcations et pertes de toutes sortes, représentent les trois quarts d'un pour cent de la somme déboursée. Le général Brice réfléchit sur l'effort massif de la création d'un département de la paie modernisé à partir de zéro en 1865 :

« Aucun travail semblable de même ampleur, en ce qui concerne son immensité tant pour les hommes que pour l'argent et la petite limite de temps dans lequel il a été exécuté, a, si l'on en croit, un parallèle dans l'histoire des armées ... Aucun système ne peut être conçu qui, à l'égal de l'actuel, peut combiner les avantages d'un paiement rapide, la sûreté des deniers publics et une clôture de comptes précise et rapide, avec le moins de risques possibles de détournement de fonds ou de corruption frauduleuse. »

Brice est parmi le groupe des officiers d'état-major compétents de Washington qui sont largement oubliés par les historiens modernes, même s'il y a étonnamment un faible turnover. Alors que le président Abraham Lincoln a créé un cabinet avec les esprits les plus brillants et les plus capables de ses adversaires politiques, Ulysses S. Grant est reconnu pour la réorganisation de l'état-major des départements avec les meilleurs officiers dans leurs domaines, y compris Brice. Brice est breveté brigadier général le 2 décembre 1864, et major-général le 13 mars 1865, pour son service en temps de guerre.

## Après la guerre
En 1866, il est promu brigadier général dans l'armée régulière par le général Grant lors de la réorganisation du personnel d'état-major. Le poste de Brice en tant que trésorier est souvent utilisé pour exercer une pression politique. En 1867, le général Grant fait suspendre la rémunération du colonel Gordon Granger en raison d'une absence non autorisée. Granger et Grant sont adversaires depuis le début de la guerre, et Grant entrave l'avancement de Granger, déclarant qu'il était « véhément et rugueux dans les manières, gentil et sympathique au cœur ... Son indépendance, occasionnellement, s'approchait de l'insubordination et en temps ordinaire, il manquait d'énergie. »
Brice intercède également officiellement pour le compte de son ami James Magoffin, un quartier maître confédéré affecté dans le far ouest ravitaillant forces d'Henry H. Sibley et John W. Baylor. À l'automne 1865, Magoffin vient à Washington pour demander l'amnistie du président Andrew Johnson pour ses activités en faveur de la Confédération, mais sans succès jusqu'à l'intervention de Brice en 1866.
Après la guerre, Brice reste chargé du département de la rémunération à Washington jusqu'en 1872, quand il prend sa retraite du service actif. Il meurt en 1892 et est enterré dans le cimetière national de la maison du soldat à Washington. Son beau-frère est le major général breveté William Scott Ketchum.